# Ngày phẫn nộ
Ngày phẫn nộ (tiếng Đan Mạch: Vredens dag) là một bộ phim tâm lý tội phạm của đạo diễn Carl Theodor Dreyer,, được phát hành vào các năm 1943-6.

## Nội dung
Truyện phim phỏng theo vở thoại kịch Anne Pedersdotter của tác giả Hans Wiers-Jenssen.

## Kỹ thuật

### Sản xuất
- Chỉ đạo nghệ thuật: Erik Aaes
- Y phục: Karl Sandt Jensen, Olga Thomsen

### Diễn xuất
- Thorkild Roose... Absalon Pederssøn Beyer
- Lisbeth Movin... Anne Pedersdotter, Absalon's second wife
- Preben Lerdorff Rye... Martin, Absalon's son from first marriage
- Sigrid Neiiendam... Merete, Absalon's mother
- Anna Svierkier... Herlofs Marte
- Albert Høeberg... the Bishop
- Olaf Ussing... Laurentius
- Preben Neergaard... Degn
- Kirsten Andreasen
- Sigurd Berg
- Harald Holst
- Emanuel Jørgensen
- Sophie Knudsen
- Emilie Nielsen
- Hans Christian Sørensen
- Dagmar Wildenbrück